# 角孢炭黑粉菌
角孢炭黑粉菌（学名：Anthracoidea angulata）是属于黑粉菌目炭黑粉菌科炭黑粉菌属的一种真菌，寄生在苔草属植物上。该种分布于中国、格鲁吉亚、瑞典、爱沙尼亚、立陶宛、乌克兰、波兰、斯洛伐克、匈牙利、德国、罗马尼亚等地。